# サンディアス

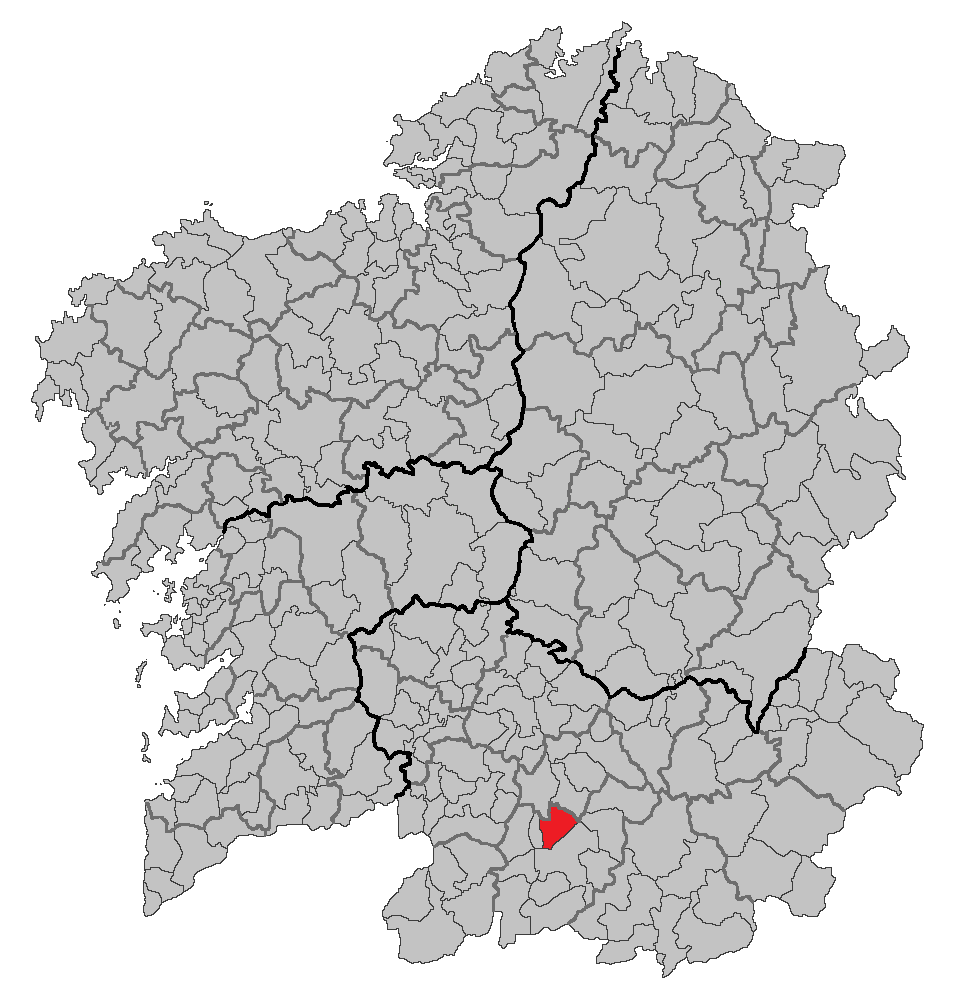
ガリシア州内の位置

サンディアス（Sandiás）はスペイン、ガリシア州、オウレンセ県の自治体、コマルカ・ダ・リミアに属する。ガリシア統計局によると、2013年の人口は1,316人（2010年：1,416人、2009年：1,466人、2004年：1,585人、2003年：1,618人）。住民呼称はsandiao/-iá。カスティーリャ語表記はSandianes（サンディアーネス）。 
ガリシア語話者の自治体人口に占める割合は99.51％（2001年）。

## 地理
サンディアスはオウレンセ県の中部に位置し、コマルカ・ダ・リミアに属する。北はアジャリス、シュンケイラ・デ・アンビーア、東から南はシンソ・デ・リミア、西はビラール・デ・サントスの各自治体と隣接する。自治体中心地区はサンディアス教区のサンディアス地区。
サンディアスはシンソ・デ・リミア司法管轄区に属す。

### 人口
住民は3の教区の18の地区（集落）に居住する。
| サンディアスの人口推移 1900－2010                       |
|                                                         |
| 出典:INE（スペイン国立統計局）1900年 - 1991年、1996年 - |

## 政治
自治体首長はガリシア国民党（PPdeG）のマリーア・コンセプション・メンデス・ガンダラ（María Concepción Méndez Gándara）、自治体評議員はガリシア国民党：6、ガリシア社会党（PSdeG-PSOE）：3となっている（2011年5月22日の自治体選挙結果、得票順）。
| 1999年6月13日自治体選挙 |        |        |          |
| 政党                    | 得票数 | 得票率 | 獲得議席 |
| PPdeG                   | 840    | 61.67% | 6        |
| PSdeG-PSOE              | 261    | 19.16% | 2        |
| BNG                     | 257    | 18.87% | 1        |

| 2003年5月25日自治体選挙 |        |        |          |
| 政党                    | 得票数 | 得票率 | 獲得議席 |
| PPdeG                   | 803    | 61.39% | 6        |
| PSdeG-PSOE              | 284    | 21.71% | 2        |
| BNG                     | 209    | 15.98% | 1        |

| 2007年5月27日自治体選挙 |        |        |          |
| 政党                    | 得票数 | 得票率 | 獲得議席 |
| PPdeG                   | 656    | 53.86% | 5        |
| PSdeG-PSOE              | 417    | 34.24% | 3        |
| BNG                     | 135    | 11.08% | 1        |

| 2011年5月22日自治体選挙 |        |        |          |
| 政党                    | 得票数 | 得票率 | 獲得議席 |
| PPdeG                   | 625    | 57.03% | 6        |
| PSdeG-PSOE              | 384    | 35.04% | 3        |
| BNG                     | 69     | 6.30%  | 0        |

## 史跡・名所
コウソ・デ・リミア教区のビラリーニョ・ダス・ポルドラス地区（Vilariño das Poldras）には古代ローマ時代のマイル標識柱が残されている。

## 教区
サンディアスは3の教区に分けられる。太字は自治体中心地区のある教区。
- コウソ・デ・リミア（サンタ・マリーア）
- ピニェイラ・デ・アルコス（サン・ショアン）
- サンディアス（サント・エステーボ）